# Setge de Conca
|  | Per a altres significats, vegeu «conquesta de Conca». |

El setge de Conca fou una sèrie d'episodis ocorreguts en el front peninsular de la Guerra de Successió Espanyola que conduïren a una ràpida alternança de la possessió de la ciutat de Conca a finals d'estiu i principis de la tardor del 1706. Durant la guerra de successió, Conca va ser alternativament dominada per les tropes de l'arxiduc austríac i per les de Felip d'Anjou. Sent un punt molt important per assegurar la retirada a València després de l'ocupació austriacista de Madrid i per tenir expedites les comunicacions amb Aragó, les tropes de l'arxiduc no van desaprofitar l'ocasió d'ocupar-la.
El dia 7 d'agost de 1706, cinc mil anglesos al comandament del tinent general Hugh Windham es van presentar davant de la ciutat per la part anomenada la Ventanilla, pel camí d'Arcas. Els habitants, encoratjats per les promeses de Felip V que els havia ofert enviar socors per defensar-se dels aliats, estaven algun tan preparats per a la resistència. El general anglès els va intimar la rendició, amenaçant que si no se sotmetien i prestaven audiència a l'arxiduc, els faria sentir els horrors de la guerra.
Aquestes amenaces no van intimidar els habitants de Conca, que veient-armats, es van creure capaços de resistir a les seves forces. El general anglès que feia sis canons i dos morters, va fer trencar el foc; els ciutadans de Conca van respondre amb el de fuselleria, de manera que Windham es va alarmar creient que hi havia tropes regulars per a la defensa de la ciutat. Redoblaren l'atac, llançant moltes granades que van incendiar algunes cases i convents i van estendre la confusió en la ciutat, de manera que el poble, no acostumat a aquests sobresalts, demanà la rendició amb moltes instàncies als que manaven, doncs era inútil tota resistència contra tanta tropa veterana. La capitulació va quedar acordada i signada amb condicions honroses el 10 d'agost. L'endemà va entrar el general anglès amb 200 cavalls, i va ser reconegut i proclamat rei d'Espanya l'arxiduc Carles; es va enarborar el seu penó, es va desarmar als ciutadans, l'escassa guarnició va quedar presonera de guerra, i va ser conduïda a València. Els austriacistes hi establiren una guarnició d'uns dos milers d'homes anglesos i portuguesos comandats per Juan de Ahumada. Durant la seva estada hi hagué malvestats de la tropa sobre les cases i temples sobretot contra la imatgeria religiosa.
Pocs dies després tropes borbòniques, la comandància de les quals el mariscal Berwick havia encomanat a Gabriel Hesio, es van presentar davant de Conca, i la ciutat va haver de suportar els rigors d'un segon setge. Els assetjadors van tallar les canalitzacions que proveïen d'aigua a la població, amb la qual cosa els 2.000 homes de guarnició que havien deixat els aliats, van jutjar inútil perllongar la resistència, i com que no esperava socors, capitularen el 10 d'octubre. Tota la comarca de Conca va romandre constantment adherida a Felip V.